# Anders Linderoth
Anders Linderoth (Kristianstad, 21 maart 1950) is een Zweeds voetbalcoach en voormalig betaald voetballer. Hij kwam veertig keer uit voor het Zweeds voetbalelftal.
Linderoth maakte zijn debuut in de Zweedse eerste klasse in 1968 bij Helsingborgs IF. Daarna speelde hij bij Östers IF, waar hij in 1976 de Guldbollen ontving, de prijs van de beste Zweedse voetballer van het jaar. In 1977 vertrok hij naar Olympique Marseille. Hij sloot zijn carrière af bij Näsby IF. Linderoth speelde onder meer drie wedstrijden voor de Zweedse nationale ploeg op de WK-eindronde 1978 in Argentinië.
Na zijn spelersloopbaan begon Linderoth als trainer bij Näsby IF. Na verschillende omzwervingen in Zweden belandde hij bij Hammarby IF, waar hij vijf jaar coach was. In 2006 vertrok hij naar het Deense Viborg FF. In 2011 is hij werkzaam als scout bij Mjällby AIF. Van 2014 tot 2015 was hij daar trainer en in 2016 ging hij Lörby IF trainen.
Linderoth is de vader van betaald voetballer Tobias Linderoth.